# 五反田忍
五反田 忍（ごたんだ しのぶ、1974年1月15日 - ）は、大阪府出身のボートレーサー。
登録番号3801。大阪支部所属。師匠は宮迫暢彦（登録番号3432）、弟子に鎌倉涼（登録番号4456）と関野文（同4927）。

## 来歴
高校時代「体を資本とした、お金を稼げる仕事がしたい」という本人の希望を酌んだクラスの担任から競艇選手という職業を紹介されたが、その時点では興味が沸かず、高校卒業後、スポーツインストラクター養成の専門学校に入学。しかし、自分の進むべき道とは違うと感じて退学。その後、2年ほどフリーター生活を送っていたが、その間も高校時代の担任の勧めもあって受験を決意し合格。1995年11月23日三国競艇場にてデビュー。2003年11月9日浜名湖競艇場にて開催された「フラワーカップ」で初優勝。以後、女子戦を中心に毎年優勝を挙げている。

## エピソード
- 野中和夫と出走したレースで6コースからまくり差しを決めて1着（野中は1コースから3着）となったレースは語り草となっている。
- 体を動かすのが好きで、マラソンや野球、スノーボードなど様々なスポーツにチャレンジしている。
- 梶芽衣子の「女囚さそり」に憧れ、アクション女優になる夢もあったという。それを汲んだJLCの番組の企画でワイヤーアクションを駆使したミニドラマの撮影にも挑戦した。なお、そのミニドラマの敵役は弟子の鎌倉であった。
- 同期に石田章央、今泉和則、金子龍介らがいる。